# 廣州民國日報
廣州民國日報爲中國國民黨在廣州的機關報。創辦於1923年6月，於1936年改组。改組後於1937年後以《中山日报》繼續發行，1948年8月停刊。

## 筹备过程
1923年6月，由吴荣新等国民党成员发起并集资，基于广州《新民国报》的印刷设备进行改组，成立了《广州民国日报》。报社设在广州第七甫100号（现在的光复中路），孙仲瑛担任报社社长及编辑主任，编辑团队包括吴荣新、甘乃光、汤澄波、黄鸣一等。作为革命策源地广州的声音，《广州民国日报》支持孙中山的国民革命理念，积极报道孙中山政府的新闻，并在国共第一次合作及北伐期间及时传达政治新闻。

## 历史发展
1923年6月，基于原《新民国报》的框架，广州《民国日报》正式创刊，与黄埔军校、广东省银行并列为孙中山在广东创办的三项重要事业之一，同时也是国民党重组后的首份党报。初始由吴荣新等国民党成员以个人名义集资出版，获得广州市党部及政府的财政支持，孙仲瑛担任社长兼总编辑，吴荣新、甘乃光、汤澄波、黄鸣一等人参与编辑工作，日发行量为四开八版。:184报纸最初设有评论、专电、省内外要闻、市内新闻、相关新闻、国内外重要消息、外国通讯、翻译新闻等主要栏目。副刊名为《消夏》，每周二、五与明珠戏院合作推出“明珠半周刊”。从1923年9月10日起，每周一推出“文艺特刊”，内容涵盖理论、潮流、美术、笔记、诗文、评论等。同年10月9日，副刊中新增“影戏”栏目，介绍明星传记、杰作以及电影学、历史、评论等，为广州媒体中首次介绍电影。
该报秉承孙中山国民革命的理念，积极报道孙中山建立广州国民政府的相关新闻，并在第一次国共合作及北伐期间，及时报道重大政治事件。然而，也因其敢于直言不讳、不接受某些部委的审查而曾被广州市政府指控“泄露军事秘密”，遭受暂停发行三天的处罚。复刊后，该报依然坚持“改造舆论，监督政府”的使命。:184
1924年7月，为了改善与国民党当局的关系，:184报纸转由国民党广州市执行委员会接管，10月进一步归入国民党中央宣传部，社长更替为陈秋霖，并新增了“党务消息”栏目。由孙仲瑛、客容新等担任社长和总编辑。担任国民党的中央机关报职能。重组后的广州《民国日报》明确以“阐扬主义”、“鼓励同志”、“唤醒民众”及“介绍思潮”为目标，同时扩大了版面，从四开八版增至对开16版，并注重版面美化及新闻的综合排列，赢得了广泛的读者欢迎，成为当地发行量最大的报纸。但随着成为国民党官方媒体，该报的政治倾向也常随国民党核心人物的政治立场而变化。在1927年“四一五”广州“清党”事件中，该报明显站在国民党右派的一边。:184
1925年8月20日，廖仲恺遇刺身亡，陈秋霖亦遭遇不幸，陈孚木继任社长。成为国民党官方媒体后，《广州民国日报》的政治倾向随党内核心人物的政治立场而变化。到了1927年“四一五”广州清党事件，该报明确站在国民党右派的立场。此后，随着国民党内部派系斗争，报纸成为哪个派系上台就支持哪个派系的宣传工具。1927年11月26日，报社被国民党政治会议广州分会的陈树人接管，后由李润中代理，直到1928年1月4日何作霖接手，陈若金任经理，1930年由黄季陆担任经理人兼主编。当时，日发行量达1.2万份，员工108人。
在陈济棠控制广州期间，报纸也被用作其宣传工具。社长为陈玉昆，总编辑梁明志，报社分为编辑部和营业部，拥有电报、新闻、经济、副刊、文艺等编辑部门，编辑团队组织严密，位居粤省各报之首。1934年秋，印刷工艺升级为卷筒机。1936年陈济棠下台后，《广州民国日报》被南京国民党中央宣传部接收，并于同年12月31日停刊，之后改组为《中山日报》，直至1948年停办。《广州民国日报》的存档为研究20世纪20至40年代广州提供了重要资料。

## 連結
- 廣州民國日報__臺灣人文及社會科學引文索引資料庫 （页面存档备份，存于）
- 廣州民國日報發刊情況 （页面存档备份，存于）